# Chapter 10
'Chapter 10' es el décimo y último episodio de la sexta temporada de la serie de televisión horror y antología, American Horror Story, el episodio se estrenó el 16 de noviembre de 2016, por el canal estadounidense FX. 

## Trama
En un marzo como cualquier otro, durante el PaleyFest de My Roanoke Nightmare, los actores y sus contrapartes de la vida real son entrevistados por Trixie Mattel y Edward Hansen. Durante la entrevista, Sidney afirma la posibilidad de una segunda temporada (Return to Roanoke: 3 Days in Hell), mientras tanto, una fanática inglés admira a Lee y le regala un dibujo hecho por ella y un abrazo de Rory. Tiempo después, la misma fan sube un video a YouTube, prácticamente dirigiendo esto a Lee, el porqué de la necesidad de volver a Return to Roanoke, y en crítica a los hechos de la producción, en otro video, el verdadero Lot Polk hace un video en hacer su venganza contra Lee por la huida de sus hijos salvajes.

### Crack'd
En una serie de crímenes llamado Crack'd documenta la vida de Lee, su familia, su adición a las píldoras, el secuestro de su hija Flora, la asesina de su exmarido Mason y su aparición en My Roanoke Nightmare. En un caso, los fiscales afirman que Lee era culpable y en una grabación de los asesinatos de "Return to Roanoke: Three Days in Hell" lo prueban. Lee va a juicio por los asesinatos, pero su abogado utiliza con éxito el horror y el trauma psicológico que Lee enfrentó a manos de los polacos como una estrategia de defensa. No satisfecho, el fiscal entonces la prosigue por el asesinato de Mason, pero en otro interrogatorio revela su evidencia. Durante el interrogatorio, Flora, testifica contra su madre, diciendo que ella fue testigo de que Lee asesinó a su padre en el bosque. En la recreación, es revelado que Lee era la asesina en verdad, revelando que ella asesinó a Mason. El abogado de Lee pregunta por qué Flora salió al bosque solo en el primer lugar. Flora dice que ella salió allí porque se sentía segura con Priscilla, y esto es utilizado por el abogado para poner en duda su historia. Por falta de pruebas, el jurado declaran a Lee inocente sobre el asesinato de Mason. El fiscal expresa su frustración con el veredicto. Después del juicio, Lee trata de hablar con Flora, pero ella la rechaza.

### The Lana Winters Special
En otra serie de entrevistas llamada The Lana Winters Special, la famosa reportera Lana Winters (de la segunda temporada, Asylum) lee la vida de Lee después de su absolución: Lee ha escrito un libro mejor vendido sobre su terrible experiencia y Lana ha salido de la jubilación para entrevistarla. Lee se muestra escéptica de las intenciones de Lana, pero afirma que Flora le da esperanza, y esa esperanza la supera, pero admite cuando se le pregunta que no ve mucho de Flora. Lana dice que Lee no puede estar muy sorprendido de esto y Lee comienza a enfadarse ya defenderse. Lana le pregunta a Lee por qué, a pesar de las ofertas de muchos medios de noticias importantes, Lee la escogió, y Lee responde que ella pensó que Lana sería más comprensiva dada su historia con atrocidades. Lana se irrita y dice que tuvo que hacer lo que hizo para sobrevivir y que Lee sólo hizo lo que hizo para poder estar con su hija. Lana invita a Lee a hablar directamente con Flora y Lee, diciendo que espera un día que Flora pueda entender y perdonarle por lo que ha hecho. Lana pregunta en blanco sobre el paradero de Flora, informando a Lee que Lee le sorprendió que Flora desapareció ese mismo día, acusando a Lee de haberla tomado. Mientras Lee entra en pánico, hay sonidos de disparos de rifle de asalto en el pasillo. Lot Polk entra en la habitación y los amenaza, golpeando a Lana con su rifle mientras intenta convencerlo de que abandone el arma. Justo cuando está a punto de disparar a Lee, es asesinado a tiros por la policía que acaba de llegar a la escena.

### Spirit Chasers
En otra serie de investigación paranormal llamada Spirit Chasers, un grupo de investigadores paranormales ingresan en la casa de Roanoke durante la Luna Sangrienta, con la esperanza de capturar los fantasmas reportados de la casa. Como la casa se está configurando para la filmación, el anfitrión explica parte de su historia embrujada. La serie recluta al actor quien interpretó a Cricket Marlowe, Ashley Gilbert. Al caer la noche, los participantes comienzan a experimentar varias actividades paranormales que los enojan. Ellos son interrumpidos por Lee, buscando a su hija Flora que ha estado desaparecida por dos semanas. Los cazadores de espíritus se ofrecen para ayudar pero les aconseja huir de la casa mientras pueden. Las cámaras térmicas capturan a los fantasmas de la familia Chen y se registra la voz de Priscilla. Lee les aconseja una vez más huir, y va en busca de Priscilla. Los cazadores ignoran el consejo de Lee y tratan de seguirla, pero son atacados por el Piggy Man (que mata a Ashley), las criaturas y varios espíritus dentro de la casa. El resto de los cazadores de espíritu intentan huir, viendo coches de policía afuera, pero tanto ellos como la policía son asesinados por Thomasin y su muchedumbre. Dentro de la casa, Flora y Lee están reunidos.

### Epílogo
Al día siguiente, un reportaje detalla la suspensión de 14 horas de Lee con la policía en la casa de Roanoke. Se cree que Lee secuestró a Flora y la mantiene como rehén. Lana finalmente simpatiza con Lee, admitiendo que entiende su mente única en el rescate de su hija. Dentro de la casa, Lee y Flora comienzan a unirse nuevamente y Lee explica que sus errores siempre fueron para el beneficio de Flora. Lee se disculpa sinceramente y pide perdón. Lee quiere que Flora regrese a casa, pero Flora quiere sacrificarse por quemar la casa y permanecer como fantasma por toda la eternidad para que pueda proteger a Priscilla de Thomasin. Lee se ofrece a tomar el lugar de Flora, para que Flora pueda salir y vivir su vida, y después de consultar con Priscilla, Flora está de acuerdo. Mientras tanto, Flora sale y es descubierta y llevada por la policía, dentro de la casa llena de gas, Priscilla apunta a Lee con una pistola, Lee, dice sus últimas palabras antes de morir: "Todo va estar bien". Juntas, Priscilla y Lee explotan y destruyen la casa, ocasionando un incendio. Minutos después, Flora observa a Lee salir en el bosque con Priscilla, despidiéndose. Mientras tanto, Thomasin observa desde lo alto de una colina mientras su muchedumbre rodea a los oficiales restantes ya la casa en llamas, con la Luna Sangrienta asomándose en el cielo y el sonido de los tótems de madera resonando siniestramente.
Al final, el capítulo termina revelándose el título de la sexta temporada, "Roanoke".

## Recepción
"Chapter 10" fue visto por 2.45 millones de personas durante su transmisión original, y obtuvo una calificación de 1.3 en la franja de 18 a 49 años. .
El episodio recibió críticas mixtas de críticos. En el agregador de reseñas Rotten Tomatoes, el "Capítulo 10" tiene un índice de aprobación del 56%, según 16 revisiones. El consenso crítico dice: "Aunque el impacto final es leve y el episodio parece innecesario, el" Capítulo 10 "termina a Roanoke con una nota entretenida y única".